# محطة قطار سكيجنيس
محطة قطار سكيجنيس (بالإنجليزية: Skegness railway station)‏‏ هي محطة قطار في المملكة المتحدة، تُشغلها قطارات إيست ميدلاند. افتُتحت هذه المحطة في 1873، ويبلغ عدد مسارات أرصفتها 4.